# Volema
Volema là một chi ốc biển, là động vật thân mềm chân bụng sống ở biển trong họ Melongenidae.

## Các loài
Các loài thuộc chi Volema bao gồm:
- Volema paradisiaca Röding[2]
- Volema pyrum (Gmelin)[3]